# Herminie Déhérain
Herminie Déhérain, née Herminie Lerminier à Abbeville (Somme) le 7 novembre 1798 et morte à Paris le 23 mai 1839, est une artiste peintre française.

## Biographie
Herminier Lerminier naît le 17 brumaire an VII (7 novembre 1798) à Abbeville. Elle est la fille d'un médecin, Nilamon Théodoric Lerminier, et de son épouse, Anne Catherine Louise Opportune Haudry.
Herminie Lerminier est l'élève d'Hortense Haudebourt-Lescot avant son mariage avec le magistrat Alexandre Pierre Louis Déhérain, conseiller à la cour royale de Paris (1830). Le couple a un fils, Pierre Paul Déhérain, devenu botaniste et une fille devenue portraitiste.
Herminie Déhérain expose au Salon de Paris en 1827 et a continué jusqu'à l'année de sa mort. En 1831, elle obtient une médaille de seconde classe et, en 1833, reçoit les compliments des critiques pour un portrait d'Antonin Moine conservé à Versailles au musée de l'Histoire de France. Elle est également remarquée pour ses peintures religieuses, parmi lesquelles une représentation du Christ dans le jardin des oliviers (Abbeville, église Saint-Vulfran) et, peu de temps avant sa mort, un volume de Pierre Joseph Challemal illustré d’images pieuses est publié, contenant des lithographies d’après ses dessins.
Herminie Déhérain est morte à Paris le 23 mai 1839.
Une note nécrologique[réf. nécessaire] indique qu'elle est l'auteure d'une collection d'écrits non publiés, contenant des manuscrits sur le rôle des femmes dans les arts ainsi que le début d'un roman inachevé. Outre le portrait de Moine, plusieurs autres œuvres d'Herminie Déhérain sont conservées à Versailles au musée de l'Histoire de France : il s'agit des portraits de Charles IV de France (interprété en gravure par Émile Giroux pour les Galeries historiques de Versailles de Charles Gavard), Philippe le Hardi et Marie de Bourbon. Un portrait de Louis, comte de Narbonne-Lara est conservé à Paris au musée de l'Armée. Un portrait de Geneviève de Brabant se trouve à Autun au musée Rolin et une peinture de La Foi, l'Espérance et la Charité au château de Vitré.

Œuvres d'Herminie Déhérain
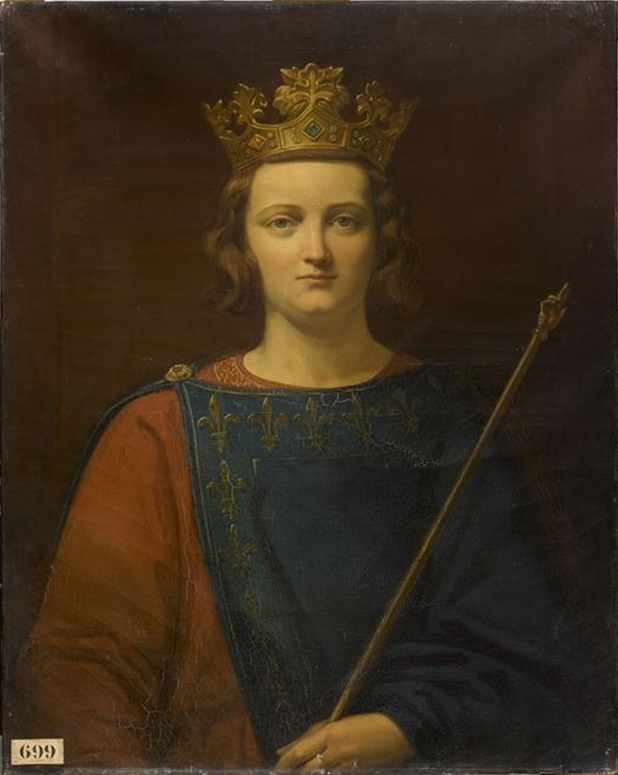
Charles IV le Bel (1295-1328), roi de France (1837), Versailles, musée de l'Histoire de France.
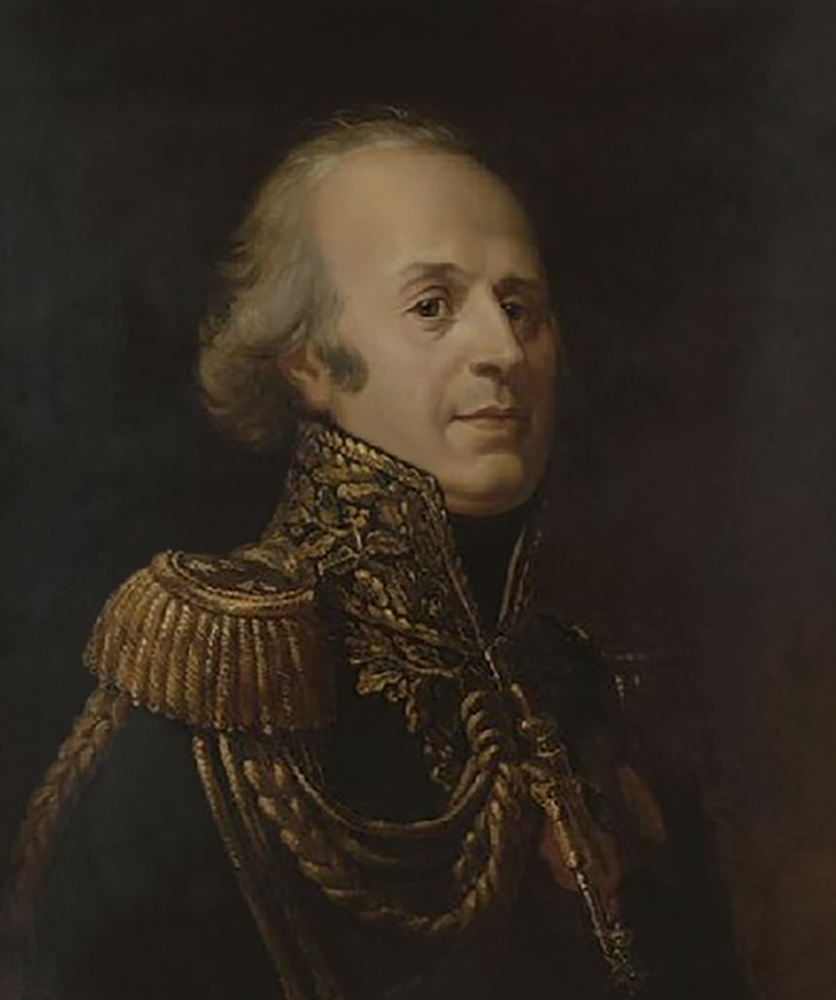
Louis-Marie-Jacques-Amalric, comte de Narbonne-Lara (1755-1813), général de division (1838), Paris, musée de l'Armée.